# Rudolph Feierabend
Rudolph Feierabend (* vor 1270 in Augsburg; † nach 1313 in Kaisheim) war ein Geistlicher und Klosterschreiber im Kloster Kaisheim.

## Herkunft
Der aus einer Augsburger Bürgerfamilie stammende Rudolph Feierabend (in alten Quellen auch „Veirabend“) dürfte in den 80er Jahren des 13. Jahrhunderts als Novize bei den Zisterziensern im Kloster Kaisheim bei Augsburg eingetreten sein. Ein „Bruder Rudolf von Chaisheim“ ist jedenfalls bereits am 21. Mai 1289 in Landshut bezeugt.

## Wirken als Klosterschreiber
Rudolph Feierabend war zu Beginn des 14. Jahrhunderts unter Abt Johann I. Chonold (1302–1320) und Prior Rudger im Skriptorium des Zisterzienserklosters Kaisheim als „Stuhlschreiber“ tätig. Dies war im späten Mittelalter eine Bezeichnung für bürgerliche Berufs- und Lohnschreiber, die unter anderem beim Gerichtsstuhl für die Rechtsparteien Schriften verfassten. Stuhlschreiber arbeiteten auch für Klöster, wo sie gegen Entlohnung Handschriften kopierten. 
Zu Beginn der deutschsprachigen Überlieferung fanden sich derartige Schreiber neben wenigen Fürstenhäusern ausschließlich in besser ausgestatteten Klöstern, die seit jeher über eigene Skriptorien (Schreibstuben) verfügten. In Augsburg, wo die Institution des Stuhlschreibers wohl etabliert war, waren neben Feierabend auch noch andere Schreiber wie Conrad Bollstädter und Werner von Eichstett tätig. Gerade das Kloster Kaisheim scheint im 13. Jahrhundert ein Zentrum der wissenschaftlichen Tätigkeit gewesen zu sein.
Ausweislich der Chronologie „Historia caesariensis seu extractus memorabilium Caesareae“ des Bruders Cölestin Angelspugger aus dem Jahre 1764 war Feierabend als „guter“ Stuhlschreiber bekannt und schrieb am Kloster eine Vielzahl von Werken. Diese können allerdings heute wie die meisten klösterlichen Handschriften nicht mehr einzelnen Schreibern zugeordnet werden (eine Ausnahme bildet für das Kloster Kaisheim das aus dem Jahre 1312 datierende Formelbuch „Prsaici dictaminis“ des Bruders Bernold).

## Verbleib
Feierabends weitere Tätigkeit nach seiner letzten Erwähnung für das Jahr 1313 ist nicht überliefert. Er dürfte aber den Rest seines Lebens am Kloster Kaisheim gewirkt haben.